# البحرة (المويه)
البحرة قرية سعودية، في محافظة المويه بمنطقة مكة المكرمة، تقع في شرق مدينة الطائف بمسافة نحو ( ) كم.

## عدد السكان
طبقا للتعداد العام للسكان والمساكن لعام 1435 هـ ،فإن عدد سكان مركز البحرة هو 2092 نسمة.

## المساحة
تبلغ مساحة مركز البحرة 2004.45 كم مربع.